# Míšní nervy

Znázornění míšního nervu

Podrobnější schéma míšního nervu. Vlevo je vlastní míšní nerv. Skládá se z (modrých) provazců ze zadních kořenů a (červených) provazců z předních kořenů. Dále jsou vyznačena tzv. rami communicans, která spojují míšní nervy se sympatickým svazkem

Míšní nervy, známé též jako spinální nervy (latinsky: Nervi spinales) jsou skupina periferních nervů, které vycházejí z míchy. U člověka existuje celkem 31 párů míšních nervů, které přivádějí signály ke svalům (motorické nervy) a odvádějí signály z receptorů (senzorické nervy). Jedná se tedy o nervy smíšené, které mají přední (ke svalu) a zadní (do míchy) míšní kořeny. Přední a zadní míšní kořeny se spojují těsně před vstupem do meziobratlových otvorů, kterými tyto nervy vystupují z páteře.
Společně s hlavovými (kraniálními) nervy tvoří mozkomíšní (cerebrospinální) nervy.
Podle místa výstupu rozlišujeme:
- (C1–C8) krční nervy (nervi cervicales) – 8 párů; inervují kůži a svaly horních končetin, hlavy a krku
- (Th1–Th12) hrudní nervy (nervi thoracici) – 12 párů; inervují mezižeberní svaly, kůži a svaly zad a hrudníku
- (L1–L5) bederní nervy (nervi lumbales) – 5 párů; inervují svaly a kůži břicha, stehna a kůži pohlavních orgánů
- (S1–S5) křížové nervy (nervi sacrales) – 5 párů; inervují kůži a svaly dolních končetin a sedací svaly
- (Co1–Co2) kostrční nervy (nervus coccygeus) – 1 pár; u člověka bez funkce